# Quick Draw McGraw (computerspel)
Quick Draw McGraw is een computerspel dat werd uitgebracht door Hi-Tec Software. Het spel kwam in 1990 uit voor de Amstrad CPC en de Commodore 64. Een jaar later volgde een release voor de ZX Spectrum. 
Het spel is een actiespel van het type shoot 'em up. De speler loopt als cowboy over een rijdende trein. De speler begint achteraan de trein en hij werkt zich langzaam naar voren. Tijdens zijn opmars wordt hij belaagd door indianen die van alle kanten komen. De bedoeling is deze neer te schieten en de locomotief te behalen. Eenmaal bij de locomotief aangekomen moet de speler het opnemen tegen een eindbaas. Het spel is ontwikkeld door Finlay Munro en de muziek is van de hand van Richard Rinn.

## Platforms
| Jaar | Platform                  |
| ---- | ------------------------- |
| 1990 | Amstrad CPC, Commodore 64 |
| 1991 | ZX Spectrum               |